# Edward Turner Bennett
Edward Turner Bennett, född 1797, död 1836) var en brittisk zoolog.
Bennett grundade 1822 en entomologisk förening som blev en gren av Linnean Society och 1826 det zoologiska sällskapet fran London. Mellan 1831 och 1836 var Bennett sällskapets ordförande. Under hans ledning publicerades avhandlingar om en ny form av utter, en ny gnagare fran Chile och om släktet chinchillor. Bennett skrev dessutom 1829 The Tower Menagerie och 1831 Gardens and Menagerie of the Zoological Society.
Bennetts bror, John Joseph Bennett, var botaniker.
Olika djur fick sina vetenskapliga namn efter Bennett.
- Abrocoma bennettii
- Utterpalmmård (Cynogale bennettii)
- Gazella bennettii
- Mimon bennettii